# Afrotyphlops nigrocandidus
Espèce
Synonymes
- Rhinotyphlops nigrocandidus Broadley & Wallach, 2000

Afrotyphlops nigrocandidus est une espèce de serpents de la famille des Typhlopidae. 

## Répartition
Cette espèce est endémique du centre-Est de la Tanzanie.

## Publication originale
- Broadley & Wallach, 2000 : A new blind snake (Serpentes: Typhlopidae) from montane forests of the Eastern Arc Mountains in Tanzania. African Journal of Herpetology, vol. 49, no 2, p. 165-168.